# Batalha de Königgrätz
A Batalha de Königgrätz (ou de Sadowa ou de Hradec Králové, em tcheco), em 3 de julho de 1866, foi o enfrentamento decisivo da Guerra Austro-Prussiana, decidindo-a em favor da Prússia. Ocorreu próximo a Hradec Králové, hoje na República Tcheca. Nesta batalha se manifestou a revolução tática da adoção do fuzil de retrocarga e de agulha. A potência de fogo da infantaria acabou com a carga a baioneta e o choque frontal, típicos das batalhas do século XVII.

## O conflito
Após uma série de insucessos, o general magiar Ludwing von Benedek, comandante do exército do Império Austríaco, decidiu concentrar suas forças para deter a invasão prussiana. Para isto escolheu um terreno acidentado, tendo o córrego Bistritz a oeste e o rio Elba a leste. Uma poderosa frente de 12 km, em arco, com a fortaleza de Königgrätz às costas, guardando a ponte sobre o rio Elba.

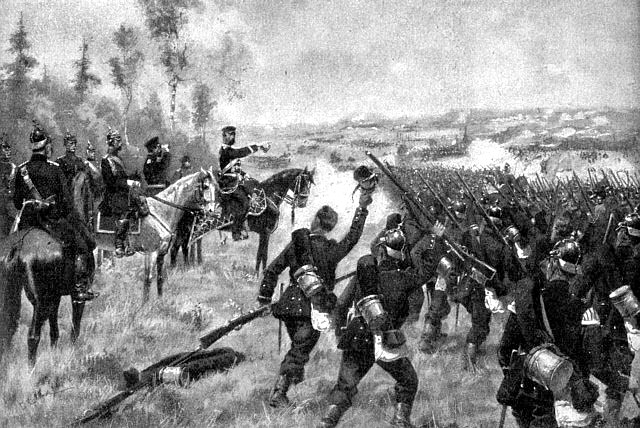
Batalha de Sadowa

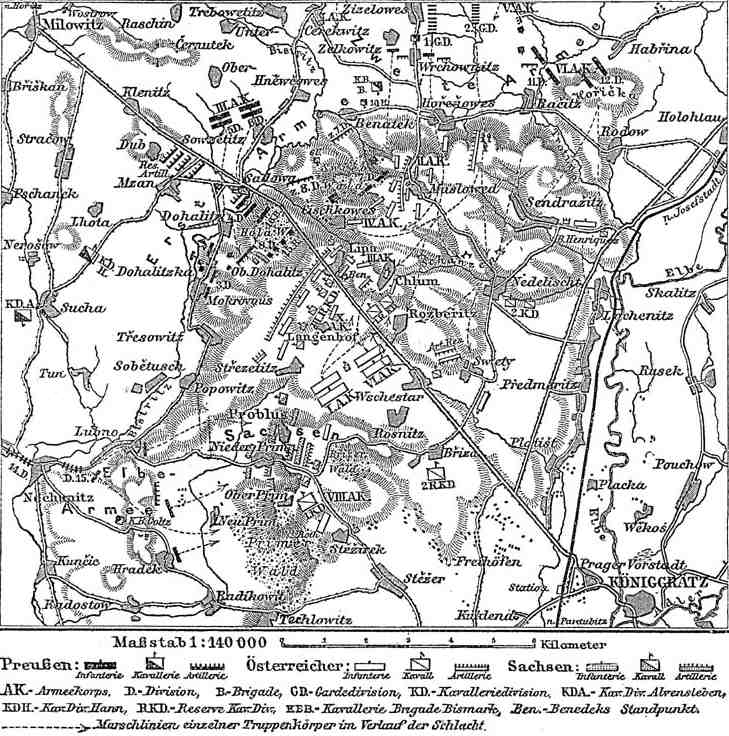
Mapa histórico da Batalha de Königgrätz ou Sadowa

O ataque prussiano, vindo do oeste, iniciou-se com o 1.º Exército e o Exército do Elba. Dois corpos austríacos (o 2º e o 4º) atacaram o flanco esquerdo do 1º Exército prussiano, pensando assim desbordar toda a força adversária. Contudo, do norte, chegou finalmente o 2º Exército prussiano (após longa e apressada marcha), que colheu assim o flanco direito austríaco pela retaguarda, para em seguida se colocar entre as forças austríacas e Königgrätz. As reservas austríacas (1º e 6º corpos) tentaram ainda um contra-ataque, mas a batalha já estava perdida.

## Consequências
Königgrätz foi a batalha decisiva da guerra. Um armistício assinado em Praga deu-se três semanas depois. Significou o momento ideal para os líderes prussianos abrirem caminho na direção da Unificação Alemã, com exclusão da Áustria.